# Melanagromyza lacustris
Melanagromyza lacustris är en tvåvingeart som beskrevs av Malloch 1934. Melanagromyza lacustris ingår i släktet Melanagromyza och familjen minerarflugor. Inga underarter finns listade i Catalogue of Life.